# Sebastian Zalo

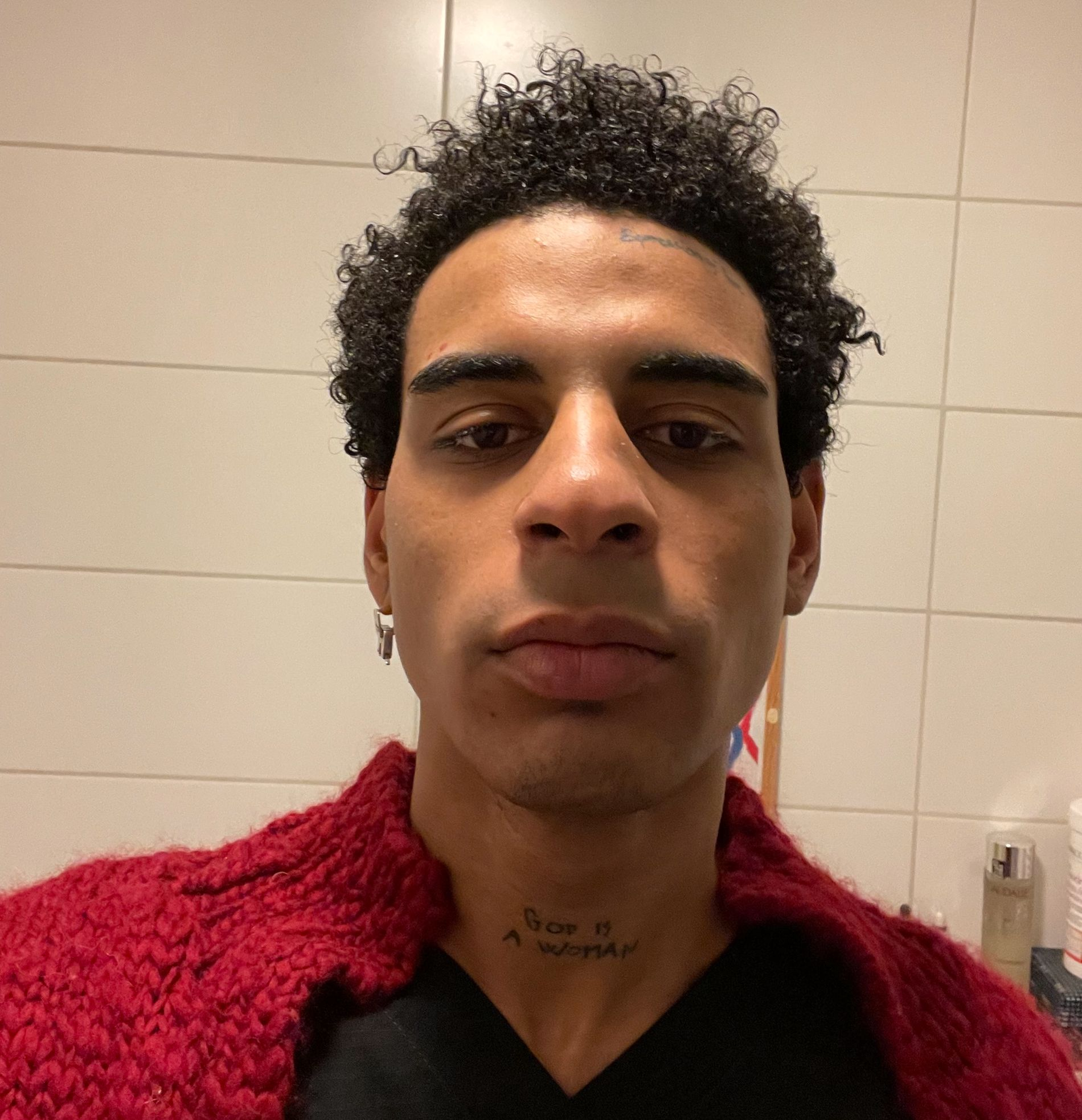
Sebastian Zalo

Sebastian Emmanuel Zalo (* 1997) ist ein norwegischer Sänger und Songwriter.

## Leben
Zalo wuchs mit zwei Brüdern und einer alleinerziehenden Mutter in der Gemeinde Horten südlich von Oslo auf. Nachdem er in den Jahren 2018 und 2019 bereits Mixtapes veröffentlicht hatte, folgte im September 2020 sein Debütalbum RTRO//SPKT beim Plattenlabel Universal Music. Ende des Jahres 2020 war er beim Musikpreis P3 Gull in der Kategorie „Newcomer des Jahres“ nominiert. Auch beim Musikpreis Spellemannprisen 2002 wurde er in der Newcomer-Kategorie nominiert. Im Frühjahr 2021 nahm er an der vom Norsk rikskringkasting (NRK) produzierten Fernsehsendung De neste teil. Dort von ihm gesungene Coverlieder wurden später als Singles veröffentlicht.
Anfang März 2021 gab er bekannt, dass er seine Musik aus den Jahren 2018 und 2019 von den Streaming-Plattformen entfernt habe. Zalo begründete diesen Schritt damit, dass er nicht länger hinter seiner Musik aus dieser Zeit stehe. Im Jahr 2021 schrieb er das Lied Magi für die Weihnachtsserie Kristiania magiske tivolitheater.

## Auszeichnungen
Spellemannprisen
- 2020: Nominierung, Kategorie „Durchbruch des Jahres“

P3 Gull
- 2020: Nominierung, Kategorie „Newcomer des Jahres“

## Diskografie

### Alben
- 2020: RTRO//SPKT

### EPs
- 2021: De neste
- 2022: Vi som skulle bli gamle menn

### Singles
| Jahr | Titel Album                                 | Höchstplatzierung, Gesamtwochen, AuszeichnungChartsChartplatzierungen (Jahr, Titel, Album, Platzierungen, Wochen, Auszeichnungen, Anmerkungen) | Anmerkungen                                          |
| Jahr | Titel Album                                 | NO | Anmerkungen                                          |
| ---- | ------------------------------------------- | --- | ---------------------------------------------------- |
| 2021 | Magi – fra Kristiania Magiske Tivolitheater | NO35 (1 Wo.)NO | Titellied der Serie Kristiania Magiske Tivolitheater |

Weitere Singles mit Auszeichnung
- 2020: Kjære frykten min (NO: Gold[11])